# Suits (4.ª temporada)
A quarta temporada do drama americano Suits foi ordenada em 22 de outubro de 2013.  A quarta temporada foi originalmente transmitida pela USA Network nos Estados Unidos entre 11 de junho de 2014 e 4 de março de 2015. A temporada foi produzida pela Hypnotic Films & Television e pela Universal Cable Productions, e os produtores executivos foram Doug Liman, Dave Bartis e criador da série. Aaron Korsh. A temporada teve seis regulares da série interpretando funcionários do ficcional Pearson Specter, mais tarde Pearson Specter Litt, escritório de advocacia em Manhattan: Gabriel Macht, Patrick J. Adams, Gina Torres, Rick Hoffman, Meghan Markle e Sarah Rafferty. Tanto Gabriel Macht quanto Patrick J. Adams fizeram sua estreia como diretor nesta temporada, com Macht dirigindo o 11.º episódio enquanto Adams dirigia o 14.º episódio.

## Visão geral
A série gira em torno de advogado corporativo Harvey Specter e seu advogado associado Mike Ross que, entre os dois, têm apenas um diploma de direito.

## Elenco
| - Gabriel Macht como Harvey Specter - Patrick J. Adams como Mike Ross - Rick Hoffman como Louis Litt - Meghan Markle como Rachel Zane - Sarah Rafferty como Donna Paulsen - Gina Torres como Jessica Pearson | - Amanda Schull como Katrina Bennett - Brandon Firla como Jonathan Sidwell - Željko Ivanek como Eric Woodall - D. B. Woodside como Jeff Malone - Neal McDonough como Sean Cahill - Brendan Hines como Logan Sanders | - Eric Roberts como Charles Forstman - Tricia Helfer como Evan Smith - Rebecca Schull como Edith Ross - David Costabile como Daniel Hardman |

### Casting
Seis atores receberam o faturamento de estrelas na primeira temporada do programa. Cada personagem trabalha no escritório de advocacia ficcional Pearson Hardman, em Manhattan. Gabriel Macht interpreta o advogado corporativo Harvey Specter, que é promovido a sócio sênior e é forçado a contratar um advogado associado. Patrick J. Adams faz o abandono da faculdade Mike Ross, que ganha a posição de associado com sua memória eidética e desejo genuíno de ser um bom advogado. Rick Hoffman interpreta Louis Litt, rival invejoso de Harvey e supervisor direto dos associados do primeiro ano da empresa. Meghan Markle interpreta Rachel Zane, uma ajudante corporativa que aspira a ser uma advogada, mas sua ansiedade de teste a impede de frequentar a Harvard Law School. Sarah Rafferty interpreta Donna Paulsen, secretária legal de longa data de Harvey, confidente, e a única na empresa que sabe que Mike nunca frequentou a faculdade de direito. Gina Torres interpreta Jessica Pearson, co-fundadora e sócio-gerente da empresa.
Brandon Firla reprisa seu papel na 3ª temporada como Jonathan Sidwell, o novo empregador bancário de investimentos de Mike. Željko Ivanek retorna como Eric Woodall, embora o primeiro episódio da temporada revele que ele deixou o gabinete do procurador dos EUA para trabalhar para a SEC e ir atrás de Harvey de um ângulo diferente. D. B. Woodside aparece como Jeff Malone, um procurador da SEC e amante de Jessica, a quem ela mais tarde contrata para trabalhar na Pearson Specter. Neal McDonough aparece como Sean Cahill, um promotor da SEC que apanha os casos de Woodall contra Harvey e a firma. Brendan Hines preenche o papel de Logan Sanders, cliente de Harvey que luta contra Mike e Sidwell pelo controle das indústrias da Gillis; ele também é ex-namorado de Rachel. Eric Roberts interpreta o investidor corrupto e bilionário Charles Forstman. No final da temporada, Tricia Helfer é convidada por Evan Smith, advogado da poderosa empresa ferroviária Liberty Rail.

## Episódios
| N.º geral | N.º na temp. | Título                                                    | Dirigido por        | Escrito por                                     | Exibição original       | Audiência (milhões) |
| --- | ------------ | --------------------------------------------------------- | ------------------- | ----------------------------------------------- | ----------------------- | ------------------- |
| 45 | 1            | "One-Two-Three Go.." "Um, dois, três e já" (BR)           | Anton Cropper       | Aaron Korsh                                     | 11 de junho de 2014     | 2,50                |
| Mike, agora trabalhando como banqueiro de investimentos, chega a Harvey com um plano para comprar a Gillis Industries, cujo criador (Michael Gross) fez sua paixão após a morte de seu filho. Harvey zomba da estratégia de Mike e se recusa a jogar junto. Mike está ferido e quer que Harvey o ouça, então ele coloca Pearson Specter sob revisão. O filho de um antigo cliente já assumiu o negócio de seu pai e quer fazer um respingo com a aquisição do mesmo alvo que Mike. Devido a ser colocado em revisão, Harvey deve deixar Mike como cliente para evitar o conflito de interesses. Enquanto isso, Jessica deve escolher entre um relacionamento romântico ou profissional com Jeff Malone, a quem ela contrata depois que ele deixa a Securities and Exchange Commission. |              |                                                           |                     |                                                 |                         |                     |
| 46 | 2            | "Breakfast, Lunch and Dinner" "Café, almoço e janta" (BR) | Roger Kumble        | Genevieve Sparling                              | 18 de junho de 2014     | 2,65                |
| Mike e Harvey entram em batalha um com o outro quando Harvey deixa Mike alto e seco, e Rachel está presa no meio. Enquanto isso, Louis se sente ameaçado por Jeff. |              |                                                           |                     |                                                 |                         |                     |
| 47 | 3            | "Two in the Knees" "Dois nos joelhos" (BR)                | Anton Cropper       | Chris Downey                                    | 25 de junho de 2014     | 2,76                |
| Logan Sanders - que está determinado a assumir a Gillis Industries e "vendê-la por peças", enquanto Mike prometeu a Gillis que manterá a empresa e seus funcionários à tona - ordena a Harvey que jogue sujo em sua batalha contra Mike, e A reputação e o relacionamento de Mike com Rachel não estão fora dos limites. Isso inclui revelar a Gillis que Mike uma vez vendeu maconha, irritando Gillis porque seu filho morreu devido ao envolvimento com drogas. Enquanto isso, Louis tenta enterrar o machado e fazer amizade com Jeff. |              |                                                           |                     |                                                 |                         |                     |
| 48 | 4            | "Leveraged" "Alavanca" (BR)                               | Kevin Bray          | Nora Zuckerman & Lilla Zuckerman                | 9 de julho de 2014      | 2,42                |
| Desesperado para provar a Gillis que seu passado não mudou sua determinação em manter as Indústrias Gillis intactas, Mike cruza a linha para ganhar vantagem sobre Harvey e Louis, Jeff e Jessica levam sua luta para a SEC, e Rachel, relutante, vem à assistência de Logan. - apesar de seus sentimentos de traição ao longo de seu antigo caso, o casamento de Logan desmoronou. |              |                                                           |                     |                                                 |                         |                     |
| 49 | 5            | "Pound of Flesh" "O peso justo de uma libra" (BR)         | Christopher Misiano | Daniel Arkin                                    | 16 de julho de 2014     | 2,33                |
| Mike tenta blefar Harvey com seu dinheiro recém-descoberto, cortesia de um velho adversário (Eric Roberts) de Harvey, mas a jogada sai pela culatra, e o caso afeta Rachel. Enquanto isso, Louis ajuda Donna a memorizar uma peça de Shakespeare. |              |                                                           |                     |                                                 |                         |                     |
| 50 | 6            | "Litt the Hell Up" "Litteralmente queimado" (BR)          | John Scott          | Rick Muirragui                                  | 23 de julho de 2014     | 2,76                |
| Mike, de repente, tem influência, e Harvey e Logan estão prontos para fazer um acordo, mas Logan e Mike explodem por causa de seu conflito pessoal. Mas então Louis encontra uma maneira de virar a mesa para todo mundo, o que leva Forstman a contar a Sidwell sobre seu acordo com Mike para cortar Sidwell, e então Sidwell demite Mike. Enquanto isso, Logan tenta reacender seu antigo romance com Rachel, e ela se afasta, mas é atormentada pela culpa e medo da reação de Mike, se ela confessar. |              |                                                           |                     |                                                 |                         |                     |
| 51 | 7            | "We're Done" "Terminamos" (BR)                            | Cherie Nowlan       | Aaron Korsh & Daniel Arkin & Genevieve Sparling | 30 de julho de 2014     | 2,81                |
| Rachel confessa a Mike sobre o beijo com Logan que ela se soltou, e Mike está silenciosamente furioso. Harvey procura uma maneira de colocar Mike de pé, enquanto Rachel se angustia com a possibilidade de perder Mike. Jessica dá a Louis a chance de escolher uma recompensa depois de sua grande vitória. |              |                                                           |                     |                                                 |                         |                     |
| 52 | 8            | "Exposure" "Exposição" (BR)                               | John Scott          | Justin Peacock                                  | 6 de agosto de 2014     | 2,59                |
| A empresa está sob ataque quando Sean Cahill traz um mandado para obter os documentos sobre a aquisição da Gillis, incluindo a que Louis e Katrina tentaram enterrar. Embora inicialmente Jessica e Harvey sejam capazes de descartar o mandado e obter uma audiência, Sean Cahill apresenta uma declaração assinada por Logan Sanders para solicitar os documentos relativos à comunicação entre Mike e Harvey sobre o caso que é então aceito pelo juiz. Mike põe em prática um plano para entregar todos os arquivos referentes à aquisição da Gillis apenas com a ameaça de uma acusação de acusação maliciosa em Cahill, porque eles têm certeza de que não há nada a esconder. Mais tarde, quando Louis ouve isso, ele fica arrasado e julgando por sua reação e suas ações anteriores, Mike informa Harvey que ele acha que Louis fez algo ilegal. Enquanto isso, Rachel tenta consertar as coisas com Mike. |              |                                                           |                     |                                                 |                         |                     |
| 53 | 9            | "Gone" "Já era" (BR)                                      | James Whitmore, Jr. | Kyle Long                                       | 13 de agosto de 2014    | 2,59                |
| Depois de Louis confessar seus erros no acordo Forstman para Jessica, a empresa é forçada a ir para a ofensiva contra Sean Cahill. Rachel e Mike se reconciliam cautelosamente, depois que Rachel admite para Mike que ela não pode esquecer a imagem dele e de Tess com mais facilidade do que a imagem dela com Logan. Harvey tenta impedir que Louis seja demitido por causa do acordo Forstman. |              |                                                           |                     |                                                 |                         |                     |
| 54 | 10           | "This Is Rome" "Gladiadores em Roma" (BR)                 | Roger Kumble        | Chris Downey                                    | 20 de agosto de 2014    | 2,76                |
| Depois que Louis renuncia da Pearson Specter, Harvey, Mike e Donna tentam ajudá-lo a se recuperar, mas a recusa de Jessica de ceder em seu contrato poderia prejudicá-los a longo prazo. |              |                                                           |                     |                                                 |                         |                     |
| 55 | 11           | "Enough is Enough" "Já basta" (BR)                        | Gabriel Macht       | Nora Zuckerman & Lilla Zuckerman                | 28 de janeiro de 2015   | 1,87                |
| Louis usa sua nova alavanca para se tornar um parceiro de nomes, esfregar os narizes de Jessica e Harvey, e promete tornar a vida de Mike um inferno vivo até que ele quebre sua vontade e renuncie. |              |                                                           |                     |                                                 |                         |                     |
| 56 | 12           | "Respect" "Respeito" (BR)                                 | Anton Cropper       | Genevieve Sparling                              | 4 de fevereiro de 2015  | 1,67                |
| Harvey assume o professor Gerard como um cliente em uma investigação de suborno e descobre que ele pode ter cometido uma violação de ética, e Louis comete um erro catastrófico com seu primeiro cliente como sócio nominal. |              |                                                           |                     |                                                 |                         |                     |
| 57 | 13           | "Fork in the Road" "Encruzilhada" (BR)                    | Michael Smith       | Rick Muirragui                                  | 11 de fevereiro de 2015 | 1,46                |
| Enquanto Harvey ajuda Mike e Louis a resolver suas diferenças em uma viagem para ver um cliente, Harvey retrocede seis anos com Louis, e Mike volta ao seu primeiro encontro com uma empresa. |              |                                                           |                     |                                                 |                         |                     |
| 58 | 14           | "Derailed" "Descarrilado" (BR)                            | Patrick J. Adams    | Justin Peacock & Kyle Long                      | 18 de fevereiro de 2015 | 1,70                |
| Mike assume um caso de denúncias a pedido do professor Gerard, e Jeff usa as recepcionistas do escritório para ficar sob a pele de Louis. |              |                                                           |                     |                                                 |                         |                     |
| 59 | 15           | "Intent" "Intenções" (BR)                                 | Silver Tree         | Daniel Arkin                                    | 25 de fevereiro de 2015 | 1,80                |
| Harvey descobre que Donna pode ter quebrado a lei para ajudar Mike a obter um documento no caso do denunciante, mas ele pode não ser capaz de salvá-la. Enquanto isso, Jessica tenta descobrir seu próximo passo em seu relacionamento com Jeff. |              |                                                           |                     |                                                 |                         |                     |
| 60 | 16           | "Not Just a Pretty Face" "Só um rostinho bonito" (BR)     | Anton Cropper       | Aaron Korsh                                     | 4 de março de 2015      | 1,55                |
| Sean Cahill chega a Harvey pedindo mais uma chance de dar um tiro em Charles Forstman, e Donna fica com uma decisão difícil depois que a secretária de Louis, Norma, morre. |              |                                                           |                     |                                                 |                         |                     |

## Audiência
| Nº. | Título                         | Transmissão original    | Horário (EUA)        | Espectadores (em milhões) | Avaliação (Adultos 18–49 anos) | 18-49 Ranking | Notas  |
| --- | ------------------------------ | ----------------------- | -------------------- | ------------------------- | ------------------------------ | ------------- | ------ |
| 1   | "One-Two-Three Go…"            | 11 de junho de 2014     | Quintas-feiras 21:00 | 2.50                      | 0.7                            | #3            | [ 2 ]  |
| 2   | "Breakfast, Lunch and Dinner " | 18 de junho de 2014     | Quintas-feiras 21:00 | 2.65                      | 0.8                            | #6            | [ 3 ]  |
| 3   | "Two in the Knees"             | 25 de junho de 2014     | Quintas-feiras 21:00 | 2.76                      | 0.8                            | #3            | [ 4 ]  |
| 4   | "Leveraged"                    | 9 de julho de 2014      | Quintas-feiras 21:00 | 2.42                      | 0.7                            | #4            | [ 5 ]  |
| 5   | "Pound of Flesh"               | 16 de julho de 2014     | Quintas-feiras 21:00 | 2.33                      | 0.7                            | #1            | [ 6 ]  |
| 6   | "Litt the Hell Up"             | 23 de julho de 2014     | Quintas-feiras 21:00 | 2.70                      | 0.9                            | #2            | [ 7 ]  |
| 7   | "We're Done"                   | 30 de julho de 2014     | Quintas-feiras 21:00 | 2.80                      | 0.9                            | #4            | [ 8 ]  |
| 8   | "Exposure"                     | 6 de agosto de 2014     | Quintas-feiras 21:00 | 2.59                      | 0.7                            | #3            | [ 9 ]  |
| 9   | "Gone"                         | 13 de agosto de 2014    | Quintas-feiras 21:00 | 2.58                      | 0.8                            | #6            | [ 10 ] |
| 10  | "This Is Rome"                 | 20 de agosto de 2014    | Quintas-feiras 21:00 | 2.76                      | 0.8                            | #3            | [ 11 ] |
| 11  | "Enough Is Enough"             | 28 de janeiro de 2015   | Quintas-feiras 21:00 | 1.87                      | 0.6                            | #12           | [ 12 ] |
| 12  | "Respect"                      | 4 de fevereiro de 2015  | Quintas-feiras 21:00 | 1.67                      | 0.6                            | #8            | [ 13 ] |
| 13  | "Fork in the Road"             | 11 de fevereiro de 2015 | Quintas-feiras 21:00 | 1.46                      | 0.4                            | #18           | [ 14 ] |
| 14  | "Derailed"                     | 18 de fevereiro de 2015 | Quintas-feiras 21:00 | 1.70                      | 0.5                            | #15           | [ 15 ] |
| 15  | "Intent"                       | 25 de fevereiro de 2015 | Quintas-feiras 21:00 | 1.80                      | 0.5                            | #9            | [ 16 ] |
| 16  | "Not Just a Pretty Face"       | 4 de março de 2015      | Quintas-feiras 21:00 | 1.55                      | 0.5                            | #8            | [ 17 ] |